# Corona circular
Una corona circular es, en geometría, una figura geométrica plana delimitada por dos circunferencias concéntricas. 

Corona circular.

## Área (superficie) de una corona circular
Para determinar la superficie de una corona circular, se tiene que encontrar la diferencia entre las áreas de los dos círculos con-céntricos: el mayor con radio R y el menor con radio r. 
{\displaystyle A=\pi R^{2}-\pi r^{2}\,}

{\displaystyle A=\pi (R^{2}-r^{2})\,}
se saca el perímetro de 3.14 + su radio
Si dividimos esta corona en grandes coronas Infinitesimales, equidistantes del centro, con latitud: {\displaystyle d\rho \,}, y área: {\displaystyle 2\pi \rho d\rho \,} ( = circunferencia × latitud) podríamos encontrar la superficie total por medio del cálculo integral. Si determinamos la integral de esta función entre {\displaystyle \rho =r\,} y {\displaystyle \rho =R\,}, tendremos:
{\displaystyle A=\int _{r}^{R}2\pi \rho \,d\rho =\pi (R^{2}-r^{2})}

## Perímetro (longitud) de una corona circular
Para determinar el perímetro de una corona circular, basta operar con la longitud de la circunferencia sobre los dos círculos concéntricos, pero los valores de cada uno se sumarán al final, como ya se sabe que el mayor tiene el radio R y el menor tiene el radio r, es decir:
P= 2 π R + 2 π r.
o la otra forma es: P= 2 π (R+r)

## Topología

### Estructura compleja
Además de su definición geométrica, una corona puede también tener una interpretación equivalentemente topológica a la de un cilindro abierto {\displaystyle S^{1}\times (0,1)}.
Una corona abierta, C, es la que reside en el dominio de un plano complejo de la forma 
{\displaystyle C=C_{w}(r,R)=z\in \mathbb {C} \mid r<|z-w|\mid <R}
donde {\displaystyle w} es un número complejo arbitrario; {\displaystyle r} y {\displaystyle R} son números reales tal que {\displaystyle 0<r<R.}
Este conjunto se denomina región coronaria. Se puede entonces generalizar: Sea {\displaystyle r=0} o {\displaystyle R=\infty } con límites en la región {\displaystyle |z-w|}, lo cual resulta en un disco unidad en un dominio sin límites. De la misma forma podemos definir una corona cerrada como el conjunto de la forma
{\displaystyle {C}\prime ={C}\prime _{w}(r,R)=z\in \mathbb {C} \mid r\leq |z-w|\mid \leq R}
donde {\displaystyle w\in \mathbb {C} }, {\displaystyle r} y {\displaystyle R} son números reales entre {\displaystyle 0<r<R}.
Se puede demostrar que las dos coronas {\displaystyle D_{w}(r,R)} y {\displaystyle D_{w'}(r',R')} son equivalentes si --y solamente si-- {\displaystyle R/r=R'/r'}. El complemento de cualquier disco cerrado es un disco abierto: precisamente la corona equivalente de la forma {\displaystyle D_{0}(r,1)}.
En el estudio del análisis complejo, una corona (a; r, R) en un plano complejo es la región abierta concretada por 
{\displaystyle r<|z-a|<R.\,}
Cuando “r” es igual a 0, la corona es un disco unidad con radio “R” alrededor de un punto “a”. Una Superficie de Riemann es una corona siempre y cuando ésta sea un subconjunto de un plano complejo y cuya estructura dependa exclusivamente de la proporción aritmética, r/R. Cada corona (a; r, R) puede ser una función holomorfa conforme al Teorema del mapeo de Riemann , evidentemente desde el origen con un radio exterior (r = 1). 
{\displaystyle z\mapsto {\frac {z-a}{R}}} y un radio interior de r/R < 1.